# Der kleine Rabe Socke (Zeichentrickserie)
Der kleine Rabe Socke ist eine Zeichentrick-Kindersendung im deutschen Fernsehen. Im Mittelpunkt stehen der kleine schwarze Rabe mit der Ringelsocke und seine Freunde. Die 52-teilige TV-Serie basiert auf der Buchreihe Kleiner Rabe Socke von Nele Moost und Annet Rudolph, erschienen im Thienemann-Esslinger Verlag in Stuttgart.

## Inhalt
Der kleine Rabe Socke stellt immer irgendetwas an und es gelingt ihm immer wieder mit seinen Ausreden die Gemüter zu besänftigen. Charakteristisch sind seine kreativen Sprüche, denn er ist beispielsweise „Niemals nicht krank“ und hat natürlich auch „niemals nie Angst“. Trotz all seiner Streiche ist der Rabe immer für seine Freunde da und versucht zu helfen.

## Produktion
„Der kleine Rabe Socke – Serie“ ist eine deutsch-französische Koproduktion von Akkord Film, ARD (Federführung: SWR/NDR) und 2 Minutes. Gefördert wird die Serie mit Mitteln der MFG Medien- und Filmgesellschaft Baden-Württemberg, Nordmedia, Filmförderung Hamburg Schleswig-Holstein und Creative Europe MEDIA.

## Ausstrahlung
Die ersten 26 Folgen wurde vom 1. Dezember 2016 auf Kika ausgestrahlt. Die übrigen 26 Folgen werden seit dem 7. August 2017 gesendet.

## Webseite
Die einzelnen Folgen sind noch sieben Tage nach Ausstrahlung abrufbar. Es gibt in Ausschnitten viele Sprüche vom Rabe Socke, Ausmalbilder und Stundenpläne für Socke-Fans. Außerdem gibt es Einblick in die Entstehungsgeschichte und ein Interview mit der Stimme von Rabe Socke, Louis Hofmann. Die Webseite der Serie gehört zum SWR Kindernetz.

## Die Folgen der Serie
1. Die Fußballwaldmeisterschaft (01): Krank sein ist manchmal richtig toll, wenn gerade keine Waldmeisterschaft stattfindet. Was macht Socke jetzt nur...
2. Piraten Ahoi! (02): Rabe Socke braucht ganz dringend neues Spielzeug – wenn er nur die tollen Sachen seiner Freunde bekommen könnte…
3. Das goldene Amulett (03): Ein Amulett, das Macht verleiht? Socke und Stulle beschließen, gemeinsam danach zu suchen.
4. Der Waldgeist (04): Sockes Freunde wollen nicht mehr im Dunkeln Verstecken spielen – wie gut, dass Socke da niemals nie Angst hat...
5. Die Wunscherfüllkiste (05): Socke hat Eddis Geburtstag vergessen und erfindet schnell eine „Wunscherfüllkiste“ – doch Eddi hat viele Wünsche...
6. Haltet den Dieb (06): Socke wird verdächtigt, den Wäschekorb geklaut zu haben. Er muss den wahren Täter finden und geht auf Spurensuche.
7. Ritter Sockenherz (07): Socke spielt mit den Bibern Ritter. Fritzi baut zwar die besten Schwerter der Welt, darf aber nicht mitmachen...
8. Mission Dreirad (08): Frau Dachs hat Eddis geliebtes Dreirad weggesperrt. Mit Fritzi und Stulle will Socke nun Frau Dachs austricksen.
9. Der falsche Pilz (09): Wer am schnellsten einen Korb mit Leckerpilzen bringt, bekommt Schokolade. Für Socke ist nichts leichter als das...
10. Frau Dachs macht Urlaub (10): Frau Dachs hat genug vom Stress mit den Kindern und macht Urlaub auf dem Bauernhof. Herr Hund springt für sie ein.
11. Ein Tanzkleid für Frau Dachs (11): Socke will Verantwortung übernehmen und am Abend auf die anderen „aufpassen“, dann kann Frau Dachs tanzen gehen...
12. Rette sich wer kann (12): Stulle wird gefeiert, weil er den kleinen Dachs aus dem Fluss gerettet hat. Nur von Socke nimmt niemand Notiz...
13. Die Sportskanone (13): Löffel ist eine Sportskanone und alle wollen mit ihm trainieren. Socke ist eifersüchtig und fordert ihn heraus.
14. Der Honigmond (14): Socke schwindelt Eddi vor, der Mond bestehe aus Honig. Das hat Folgen. Auf einmal geschehen merkwürdige Dinge...
15. Der sprechende Busch (15): Alle helfen bei der großen Ernte, nur Socke nicht. Diesmal werden Sockes Freunde aber nicht für ihn einspringen.
16. Gestrandet (16): Fritzi will Socke nicht auf ihr Hausboot mitnehmen. Socke will es nur mal ausprobieren – doch das Boot löst sich...
17. Die Ringelsocke ist futsch (17): Socke stibitzt sich Schokokekse und der Verdacht fällt auf die Biberbrüder. Henry und Arthur haben einen Plan...
18. Suppenzauber (18): Löffel darf Suppenchef sein und Socke ist nur für die Zutaten zuständig. Immerhin klingt das Rezept so lustig...
19. Diamantenfieber (19): Garten umgraben?! Als Strafarbeit?! Nicht mit Socke. Schnell entwickelt er eine List, um der Mühe zu entgehen...
20. Die Rasselbande (20): Socke will eine Bande gründen – wie die Biberbrüder. Aber für zwei Banden ist der Rabenwald natürlich zu klein...
21. Rennfahrer (21): Socke fordert Frau Dachs zu einem Rennen durch den ganzen Wald heraus. Der Preis: eine Woche keine Hausarbeiten...
22. Geburtstagsgeschenk (22): Immer findet Socke vorher heraus, was er zum Geburtstag bekommt. Diesmal soll es aber wirklich geheim bleiben...
23. Das Superfernrohr (23): Socke findet sein Spielzeug langweilig. Er braucht dringend etwas Neues. Herr Hund hat ein fantastisches Fernrohr.
24. Der Erfinderwettbewerb (24): Fritzi macht beim Erfinderwettbewerb mit und ist so beschäftigt, dass sie keine Zeit für Socke hat. Socke schmollt.
25. Die verfluchte Teekanne (25): Herr Hund verspricht dem Kleinen Dachs eine Teekanne als Lohn, wenn er den Laden putzt. Socke möchte ihm helfen...
26. Neues Ufer (26): Socke hat genug. Immer bekommt er Ärger mit Frau Dachs. Deshalb beschließt er auf eine einsame Insel zu gehen...